# 404 f.Kr.
| 404 f.Kr.          |
| ------------------ |
| Dødsfald - Fødsler |
|                    |

## Begivenheder
- Athen kapitulerer til Sparta, hvilket ender den Peloponnesiske Krig.